# پیپر ادانکوم
پیپر ادانکوم (نام علمی: Piper aduncum) نام یک گونه از سرده فلفلیان است.